# Galeries de Jaude
Les Galeries de Jaude sont un grand magasin situé sur la place de Jaude à Clermont-Ferrand en France.

## Histoire

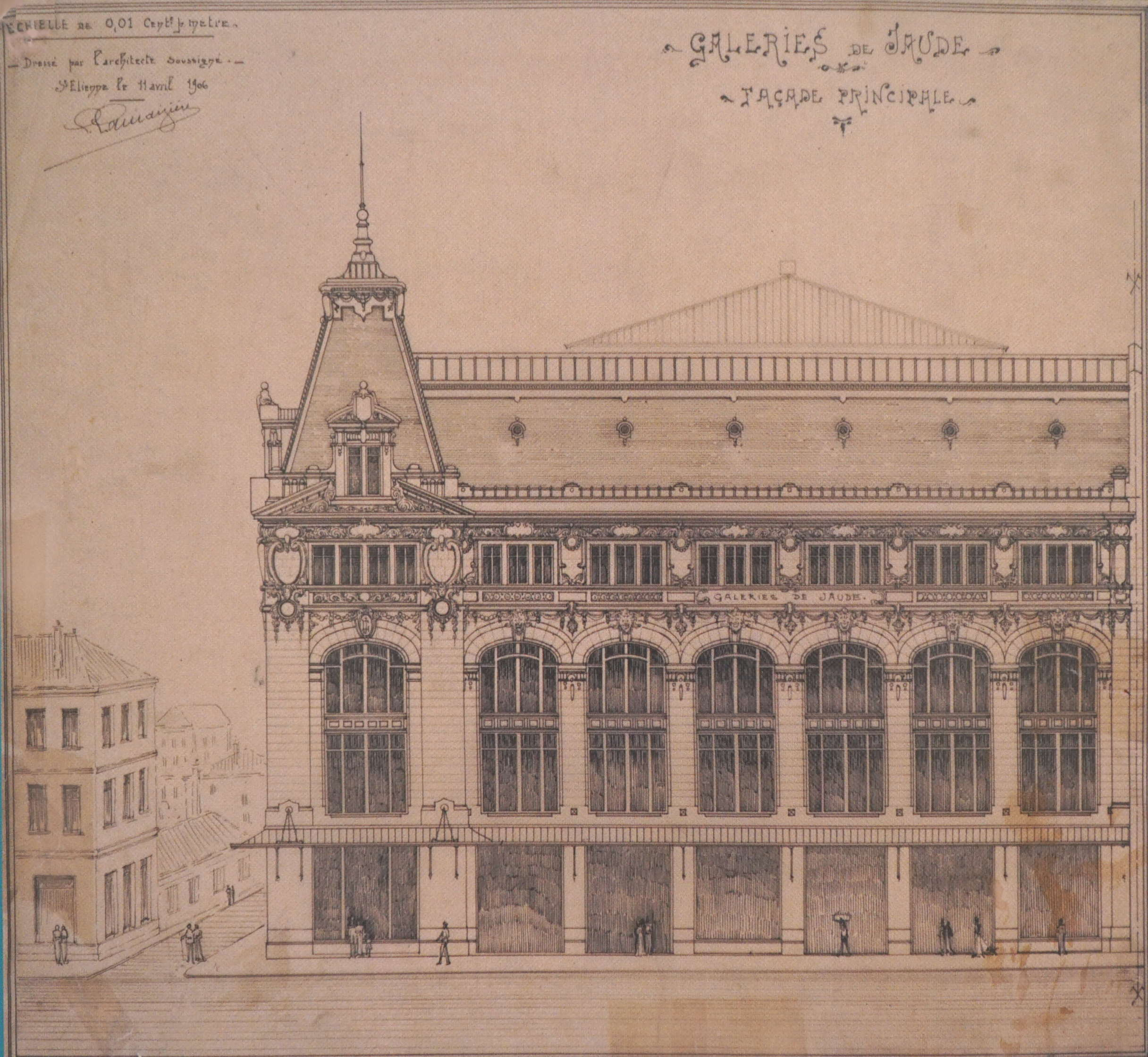
dessin préparatoire des Galeries de Jaude.

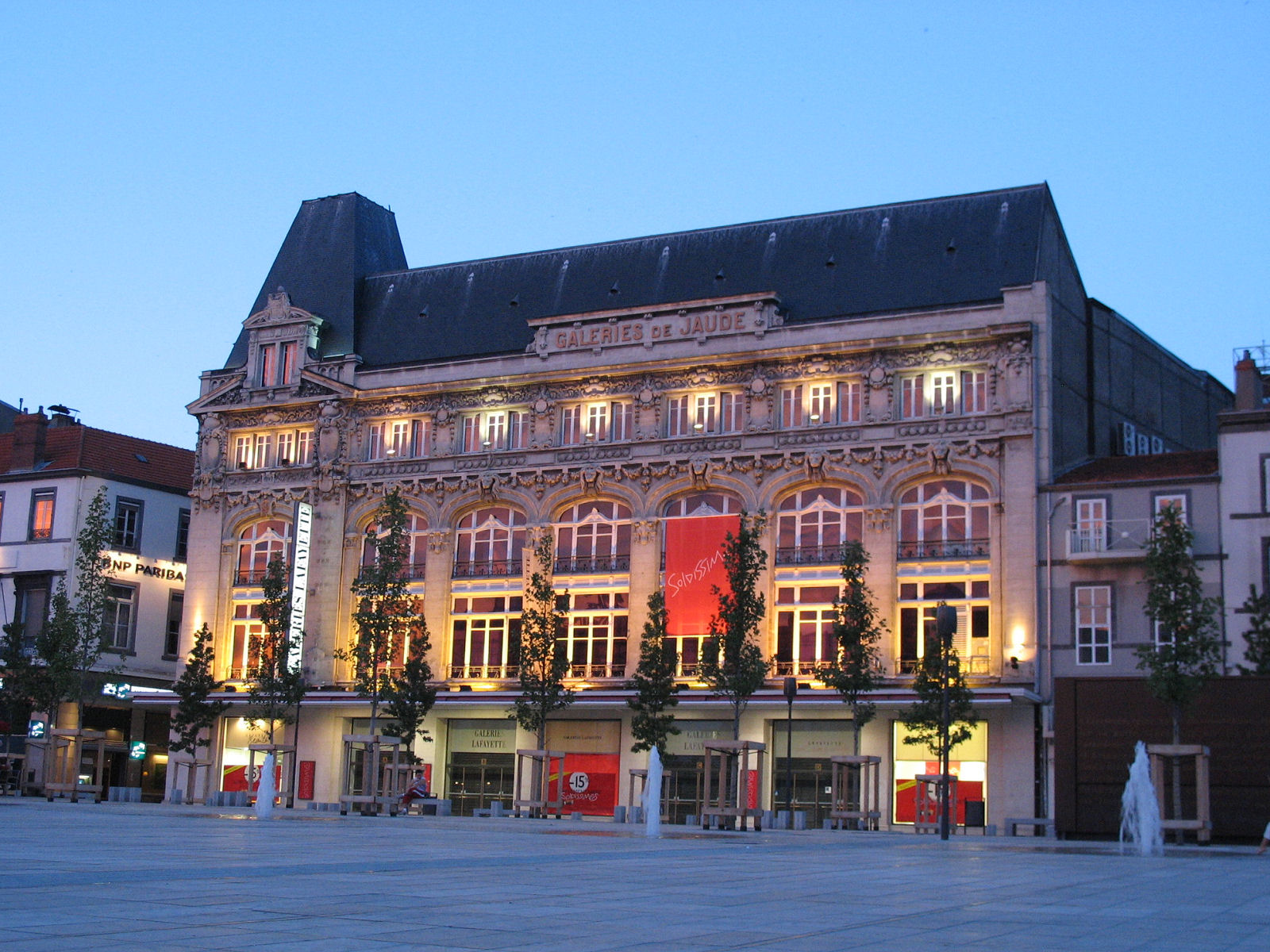
Galeries de Jaude, façade occidentale.

Elles ont été construites en 1906 par les architectes Léon et Marcel Lamaiziere. Elles sont constituées d'une structure métallique recouverte en façade de pierres blanches. Elles étaient une antenne de l'entreprise Nouvelles Galeries. Le bâtiment a été agrandi en 1920, par les mêmes architectes. En 1963, d'importants travaux sont entrepris, ils modifient de manière importante le 4e étage. En 1996 et 1997, les galeries passent sous l'enseigne Galeries Lafayette, des travaux sont là encore entrepris notamment sur la façade.
Elles sont inscrites aux monuments historiques en 2006.